# Saúde na República Centro-Africana
Na República Centro-Africana, as equipes móveis tratam doenças epidêmicas locais com a vacinação e realizam campanhas de inoculação, além de cumprirem os regulamentos locais de saúde. Eles realizam pesquisas sobre a doença do sono, malária e outras doenças tropicais em desenvolvimento de métodos profiláticos mais adequados para a população rural do país.

## HIV/AIDS
A República Centro-Africana é uma das várias nações Africanas com uma alta incidência de AIDS. A prevalência do HIV/AIDS foi 13,50 por cada 100 adultos em 2003. Em 2004, havia aproximadamente 260 000 pessoas vivendo com HIV/AIDS no país. Havia uma estimativa de 23 000 óbitos por Aids em 2003.